# Jean Bovon
Pour les articles homonymes, voir Bovon.
Jean Bovon, né le 24 mars 1939 à Vevey et mort le 12 octobre 2008 à Hermalle-sous-Argenteau (Province de Liège), est un réalisateur suisse.

## Biographie
Jean Bovon était un réalisateur pour la Télévision suisse romande. Il a couvert, à plusieurs reprises, le Festival de Montreux.
Il fut le directeur du Festival international du film alpin des Diablerets. En son hommage, le festival attribue un "Prix Jean Bovon"  pour la meilleure photographie.
Il vivait en Belgique à Vinalmont.

## Filmographie
- 1974 : Van Morrison : Live at Montreux (1974 & 1980), coréalisé avec François Jaquenod ;
- 1982 : La Périchole avec l'acteur Jean-Paul Muel, livret de Ludovic Halévy et Henri Meilhac ;
- 1982 : 1915-1918, Les Années vaudoises Ramuz/Stravinsky, (le hasard qui les rapprocha les sépara ensuite…), émission Dimanche soir avec Germaine Épierre ;
- 1984 : Barbe-Bleue, téléfilm musical, diffusé en 1984 à la télévision française, livret de Ludovic Halévy et Henri Meilhac ;
- 1987 : Protéger la nature, émission Les volets verts, journaliste Pierre Gisling, avec l'invité Maurice Chappaz ;
- 1987 : Les fifres D'Anniviers, émission Les volets verts, journaliste Pierre Gisling ;
- 1990 : À force de partir, je suis resté chez moi avec la chorégraphie de Maurice Béjart ;
- 1994 : Rory Gallagher : Live at Montreux, coréalisé avec François Jaquenod ;
- 1997 : Spécial, élection genevoise au grand Conseil, Actualité de la Télévision suisse romande ;
- 2007 : Mahavishnu Orchestra : Live At Montreux 1974-1984, coréalisé avec François Jaquenod